# (34040) 2000 OX30
2000 OX30 (asteroide 34040) é um asteroide da cintura principal. Possui uma excentricidade de 0.16045800 e uma inclinação de 7.80014º.
Este asteroide foi descoberto no dia 30 de julho de 2000 por LINEAR em Socorro.